# Huesos Sangrientos
Huesos sangrientos es un coco temido por los niños, llamado también Cabeza-grande y Huesos Sangrientos,Tommy Cabeza-grande, o Cabeza-grande. El término fue utilizado "para asustar a los niños y mantenerlos controlados", según lo registrado por John Locke en 1693. Las historias se originaron en Gran Bretaña, donde eran particularmente comunes en Lancashire y Yorkshire, y se extendió a Norteamérica, donde las historias eran comunes en el Sur de Estados Unidos. El Diccionario Inglés de Oxford cita el año de 1550 como su primera aparición escrita como "Hobgoblin, Cabeza-grande y Huesos Sangrientos".
Se dice que Huesos Sangrientos usualmente vive cerca de los estanques, pero de acuerdo con Ruth Tongue en Folclore de Somerset", "vivía en un armario oscuro, por lo general debajo de las escaleras. Quien fuera lo suficientemente valiente para espiar a través de una grieta, obtendría un visión de una criatura horrible, en cuclillas, con sangre corriendo por su rostro, esperando sentado sobre un montón de huesos roidos que habían pertenecido a los niños que dijeron mentiras o malas palabras"